# Općina Negotino
Općina Negotino (makedonski: Општина Неготино) je jedna od 80 općina Sjeverne Makedonije koja se prostire na sredini Sjeverne Makedonije. 
Upravno sjedište ove općine je grad Negotino.

## Zemljopisne osobine
Općina Negotino prostire se u Tikveškom polju, uz rijeku Vardar. 
Općina Negotino graniči s općinom Štip na sjeveru, s općinom Konče na istoku, s općinom Demir Kapija na jugoistoku, s općinom Kavadarci na jugozapadu, s općinom Rosoman na zapadu, te s općinom Gradsko na sjeverozapadu.
Ukupna površina Općine Negotino  je 426,46 km².

## Stanovništvo
Općina Negotino  ima 19 212 stanovnika. Po popisu stanovnika iz 2002. nacionalni sastav stanovnika u općini bio je sljedeći;

## Naselja u Općini Negotino
Ukupni broj naselja u općini je 19, od njih18 imaju status sela i jedan grad Negotino.

## Pogledajte i ovo
- Negotino
- Sjeverna Makedonija
- Općine Sjeverne Makedonije

## Vanjske poveznice
- Službene stranice Općine Negotino  Arhivirana inačica izvorne stranice od 10. studenoga 2009. (Wayback Machine)
- Općina Negotino na stranicama Discover Macedonia